# Ospedale Sante Capitanio e Gerosa
L'ospedale "SS. Capitanio e Gerosa" di Lovere è una storica realtà ospedaliera della zona del lago d'Iseo, a cavallo tra le province di Bergamo e Brescia e alle porte della Vallecamonica.

## Storia

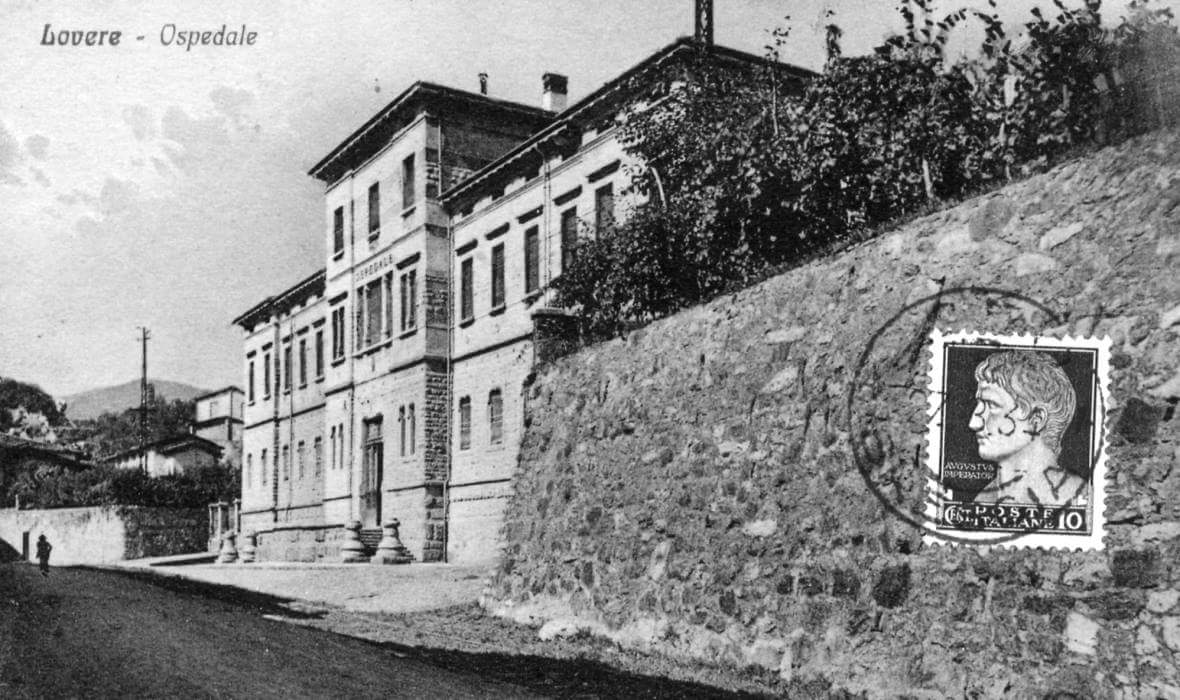
Foto storica della facciata dell'ospedale

A Lovere fin dal 1823 si trova l'Ospedale per Infermi Cronici e Miserabili, fondato dalle sante Bartolomea Capitanio e Vincenza Gerosa. Tuttavia nella seconda metà dell'Ottocento il paese di Lovere e quelli limitrofi subiscono un’enorme espansione demografica dovuta all’apertura di parecchie industrie e alla strategica posizione geografica: proprio in questi anni infatti vengono costruite due ferrovie che collegano Bergamo e Brescia alla Vallecamonica, rendendo così Lovere un importante crocevia commerciale ed economico.
Sorge dunque spontanea l’esigenza di un nuovo nosocomio, più ampio e fuori dal centro abitato. L’allora presidente della Congregazione di Carità Bazzini dona un terreno di sua proprietà a monte del paese.
Nel 1906 viene indetto l’appalto per la realizzazione del nuovo ospedale, ma i lavori vengono presto interrotti per mancanza di fondi e poiché il progetto viene ritenuto non adatto alle nuove esigenze del tempo.

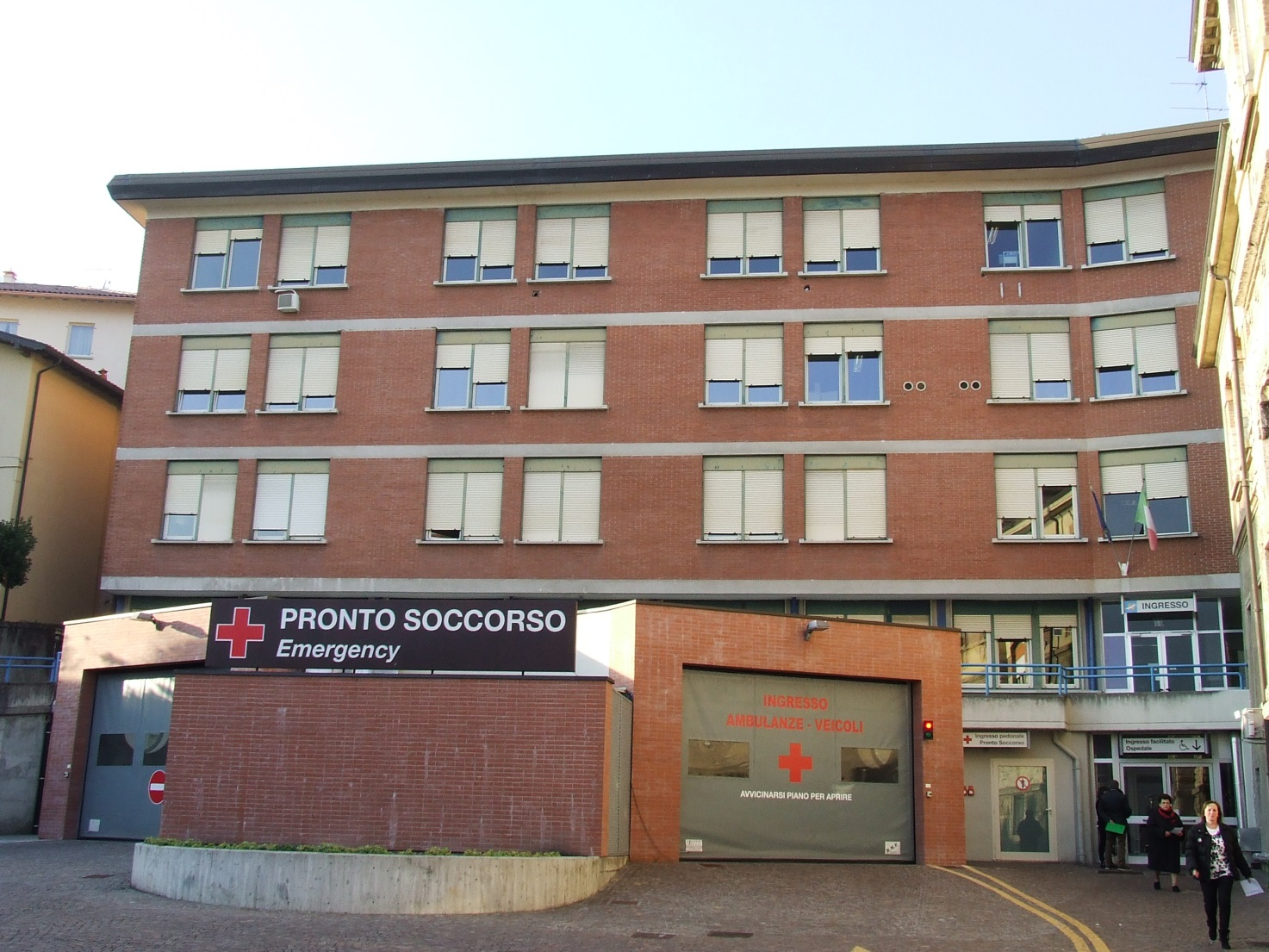
Pronto Soccorso

Nel 1923 il vecchio ospedale, ormai non più adatto a tale compito, viene chiuso dal Prefetto, malgrado il grande sforzo, anche economico, di tutta la popolazione loverese.
Si decide allora di portare a compimento i lavori iniziati vent’anni prima, nei quali era stata eretta solo la facciata anteriore in pietra.
Il 31 dicembre 1930 viene ufficialmente inaugurato il nuovo ospedale, costato 927.045,56 Lire. Esso conta dieci reparti, ai quali se ne aggiungeranno negli anni a venire altri due. La retta per le cure è di 11 Lire, 8,80 per chi è iscritto all’albo dei poveri. Viene intitolato alle "Beate Capitanio e Gerosa", le fondatrici canonizzate solo quattro anni prima, il 30 maggio 1926.
Nel 1950, dopo la santificazione delle Beate Capitanio e Gerosa, l’ospedale assume l’attuale denominazione "SS. Capitanio e Gerosa".
Nel 1955 viene aperta la sezione loverese dell'A.V.I.S., tutt'oggi attiva.
Dagli anni ottanta l’ospedale subisce un lento declino, a causa della realizzazione di strutture ospedaliere molto efficienti in paesi limitrofi.
Solo nel 2012 ritrova discreta importanza con la realizzazione di un nuovo grande reparto di Pronto Soccorso, inaugurato il 5 luglio da S.E. Cardinal Giovanni Battista Re.